# 임계고등학교
임계고등학교(臨溪高等學校)는 대한민국 강원특별자치도 정선군 임계면 봉산리에 있는 공립 고등학교이다.

## 학교 연혁
- 1969년 11월 28일 : 임계 농업고등학교 설립 인가 (축산과 3학급)
- 1972년 12월 8일 : 임계고등학교로 교명 변경 (보통과 3학급)
- 1979년 10월 18일 : 임계고등학교 학급 증설 (보통과 6학급)
- 2000년 3월 1일 : 특수학급 1학급 신설
- 2009년 3월 1일 : 임계고등학교 학급 감축 (보통과 3학급)
- 2023년 9월 1일 : 제26대 손우영 교장 취임
- 2023년 12월 29일 : 제52회 졸업식(6명, 누계 3,060명)
- 2024년 3월 4일 : 입학식(15명)

## 참고 자료
- 임계고등학교 - 한국교육학술정보원 학교알리미